# Babajewo
Babajewo (russisch Баба́ево) ist eine Stadt in Nordwestrussland. Sie liegt in der Oblast Wologda und hat 12.073 Einwohner (Stand 14. Oktober 2010).

## Geographie
Die Stadt liegt etwa 250 km westlich der Oblasthauptstadt Wologda an der Kolp, einem Nebenfluss der in die Wolga mündenden Suda. Die nächstgelegene Stadt ist Ustjuschna 67 km südöstlich von Babajewo.
Babajewo ist Verwaltungszentrum des gleichnamigen Rajons.

## Geschichte
Babajewo entstand im 15. Jahrhundert und wurde 1461 als Dorf erstmals urkundlich erwähnt.
1822 gründete der damalige Ortsbesitzer in Babajewo am Ufer der Kolp eine Eisengießerei, die sich später unter anderem auf die Herstellung von Eisenbahnschienen spezialisierte. Das Eisenerz wurde damals in der Ortsumgebung gefördert, was sich jedoch noch im gleichen Jahrhundert nicht mehr rentierte. Das Eisenwerk wurde daraufhin aufgelöst.
1904 erhielt Babajewo einen Eisenbahnanschluss an der neuen Linie von Sankt Petersburg nach Wjatka. An der entstandenen Station wurde ein Lokomotivendepot errichtet, was dem Ort erneut eine gewisse Bedeutung brachte und die Bevölkerung ansteigen ließ. 1925, als Babajewo bereits etwa 6000 Einwohner zählte, erhielt es Stadtrecht und wurde zwei Jahre später zum Rajonzentrum erhoben.

### Bevölkerungsentwicklung
| Jahr | Einwohner |
| ---- | --------- |
| 1939 | 8.287     |
| 1959 | 12.044    |
| 1970 | 12.301    |
| 1979 | 12.926    |
| 1989 | 14.211    |
| 2002 | 12.604    |
| 2010 | 12.073    |

Anmerkung: Bevölkerungsentwicklung

## Söhne und Töchter der Stadt
- Maxim Zwetkow (* 1992), Biathlet